# Bisdom Borgå

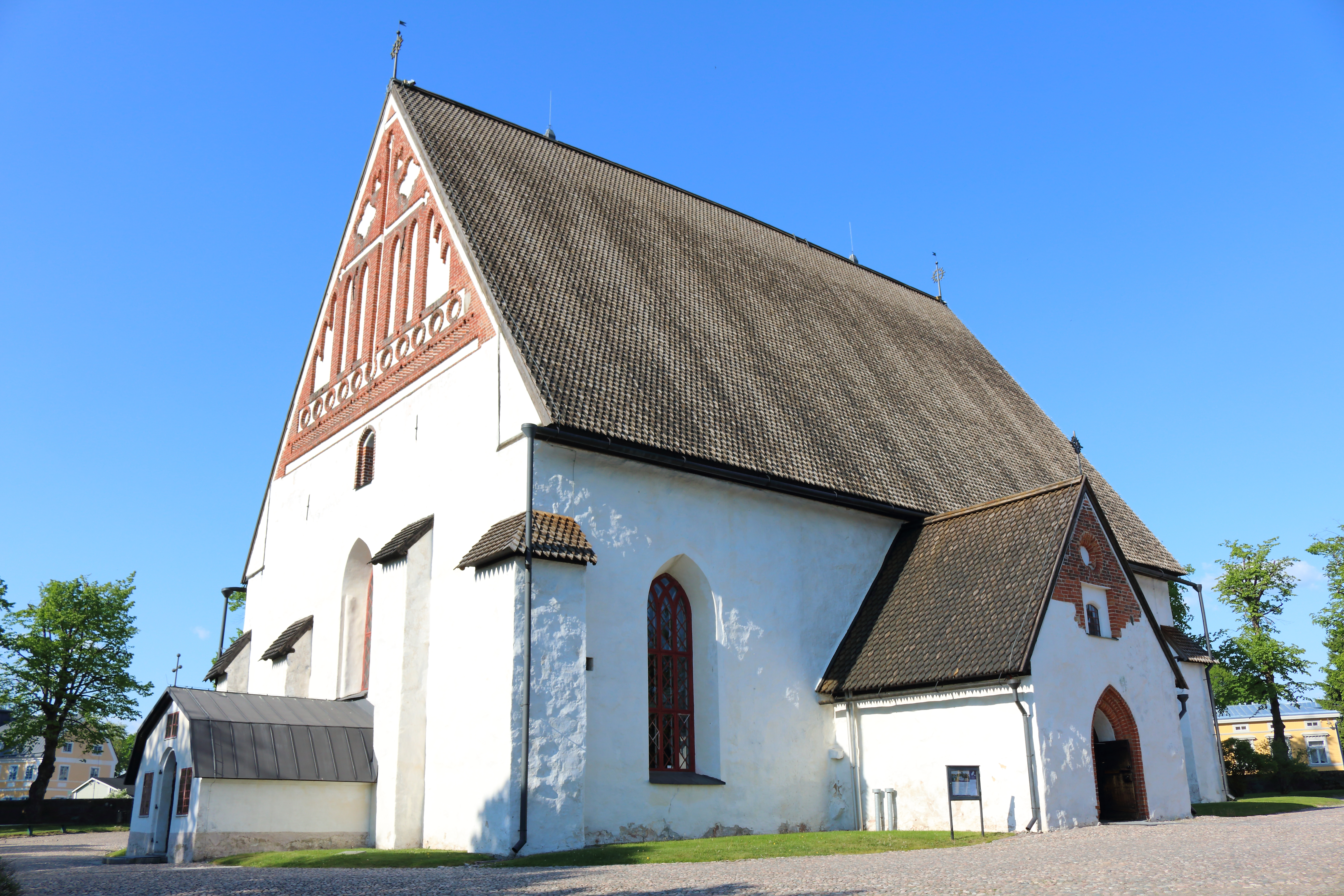
De domkerk van het bisdom, in Borgå/Porvoo.

De proosdijen die vallen onder dit bisdom:
1. Domproosdij (Borgå)
2. Helsinki
3. Midden-Nyland inclusief Tampere
4. Raseborg
5. Åboland
6. Åland
7. Närpes
8. Korsholm
9. Pedersöre

Het Bisdom van Borgå (Zweeds: Borgå stift, Fins: Porvoon hiippakunta) is een bisdom voor de Zweedstalige Finnen in Finland inclusief Åland. Het bisdom maakt onderdeel uit van de Evangelisch-Lutherse Kerk van Finland, en heeft zijn zetel in Porvoo (Borgå in het Zweeds). Het bisdom is onderverdeeld in 65 parochies, verdeeld over 9 proosdijen ('prosterier'). Met ongeveer 234.000 parochianen is het verreweg het kleinste lutherse bisdom in Finland.

## Bijzondere status
In tegenstelling tot de andere bisdommen in Finland is dit het enige bisdom dat niet geografisch is ingedeeld maar puur taalkundig: elke Zweedstalige parochie en elke tweetalige parochie met een Zweedstalige meerderheid in Finland, inclusief Åland, valt onder dit bisdom, ongeacht de plaats. Dientengevolge zijn de parochies van dit bisdom hoofdzakelijk langs de Finse kust gelokaliseerd, met als uitzondering de Zweedstalige parochie van Tampere, die in het binnenland gelegen is.
Daarnaast heeft het bisdom van Borgå nog twee niet-geografisch ingedeelde parochies:
- de Deutsche Evangelisch-Lutherische Gemeinde in Finnland waartoe leden van de Duitstalige minderheid in Finland behoren,
- de Rikssvenska Olaus Petri församlingen waartoe Zweedse staatsburgers behoren die in Finland wonen.

## Geschiedenis
Porvoo was van 1723 tot 1923 de zetel van een Finstalig bisdom, dat met de oprichting van een apart bisdom voor Zweedstalige Finnen, verhuisde naar Tampere, en het toenmalige bisdom Porvoo werd dan ook hernoemd tot 'bisdom van Tampere'.

## Bisschoppen
- Max von Bonsdorff, 1923–1954
- Georg Olof Rosenqvist, 1954–1961
- Karl-Erik Forssell, 1961–1970
- John Vikström, 1970–1982
- Erik Vikström, 1983–2006
- Gustav Björkstrand, 2006–2009
- Björn Vikström 2009–2019
- Bo-Göran Åstrand 2019–

John en Erik Vikström waren broers; Björn was een zoon van John Vikström.